# Supercoppa belga 2013 (pallavolo femminile)
La Supercoppa belga 2013 si è svolta il 5 ottobre 2013: al torneo hanno partecipato due squadre di club belghe e la vittoria finale è andata per la terza volta al VDK Gent Damesvolleybalteam.

## Regolamento
Le squadre hanno disputato una gara unica.

## Squadre partecipanti
| Squadra  | Qualificazione                      | Ultima partecipazione |
| -------- | ----------------------------------- | --------------------- |
| Oudegem  | Vincitrice Coppa del Belgio 2012-13 | Debutto               |
| VDK Gent | Vincitrice Liga A 2012-13           | Supercoppa belga 2011 |

## Torneo
| 5 ottobre 2013 ?, Anversa Durata: ? - Spettatori: ? | VDK Gent | 3 - 0 | Oudegem | 25-13, 25-22, 25-22 |